# City of Belmont
City of Belmont är en kommun (local government area) i Australien. Den ligger i delstaten Western Australia, nära delstatshuvudstaden Perth. Antalet invånare är 40 083.
Följande samhällen finns i Belmont:
- Rivervale
- Belmont
- Kewdale
- Redcliffe
- Burswood